# إدغار ديرينغ
إدغار ديرينغ (بالإنجليزية: Edgar Dearing)‏ مواليد 4 مايو 1893 في كاليفورنيا، مقاطعة ستانيسلوس، الولايات المتحدة - الوفاة 17 أغسطس 1974 في لوس أنجلوس، كاليفورنيا، الولايات المتحدة، هو ممثل أمريكي بدأ مسيرته الفنية سنة 1924. امتدت مسيرته الفنية لأكثر من 40 عاما.

## الأعمال
- كليوباترا
- وقت الميل
- الحقيقة البشعة
- زوجة الأسقف
- الوجه الأمهق
- شمشون ودليلة

## روابط خارجية
- إدغار ديرينغ على موقع IMDb (الإنجليزية)
- إدغار ديرينغ على موقع ألو سيني (الفرنسية)
- إدغار ديرينغ على موقع أول موفي (الإنجليزية)
- إدغار ديرينغ على موقع قاعدة بيانات الأفلام السويدية (السويدية)
- إدغار ديرينغ على موقع قاعدة بيانات الفيلم (الإنجليزية)
- إدغار ديرينغ على موقع كينوبويسك (الروسية)